# Svartbukig flyghöna
Svartbukig flyghöna (Pterocles orientalis) är en fågel i familjen flyghöns inom ordningen flyghönsfåglar. Den är en av två arter i familjen som förekommer i Europa. Den minskar i antal, men beståndet anses ändå livskraftigt.

## Utseende
Svartbukig flyghöna är en typisk flyghöna med sitt lilla duvlika huvud, kompakta kropp, långa spetsiga vingar och snabba flykt. I flykten kan den lätt identifieras med de vita vingundersidorna och så den svarta buken som gett fågeln sitt namn. 
Fågeln är 33–39 centimeter lång och väger 300–615 gram. Hanen har grått, grå hals och grått bröst. Undersidan är svart och ovansidan gyllenbrun med mörka teckningar. Runt nedre delen av bröstet syns en svart ram och på hakan har den en kastanjefärgad fläck. Honan är brunare och finare tecknad, men undersidan och bröstbandet är identiskt med hanen.

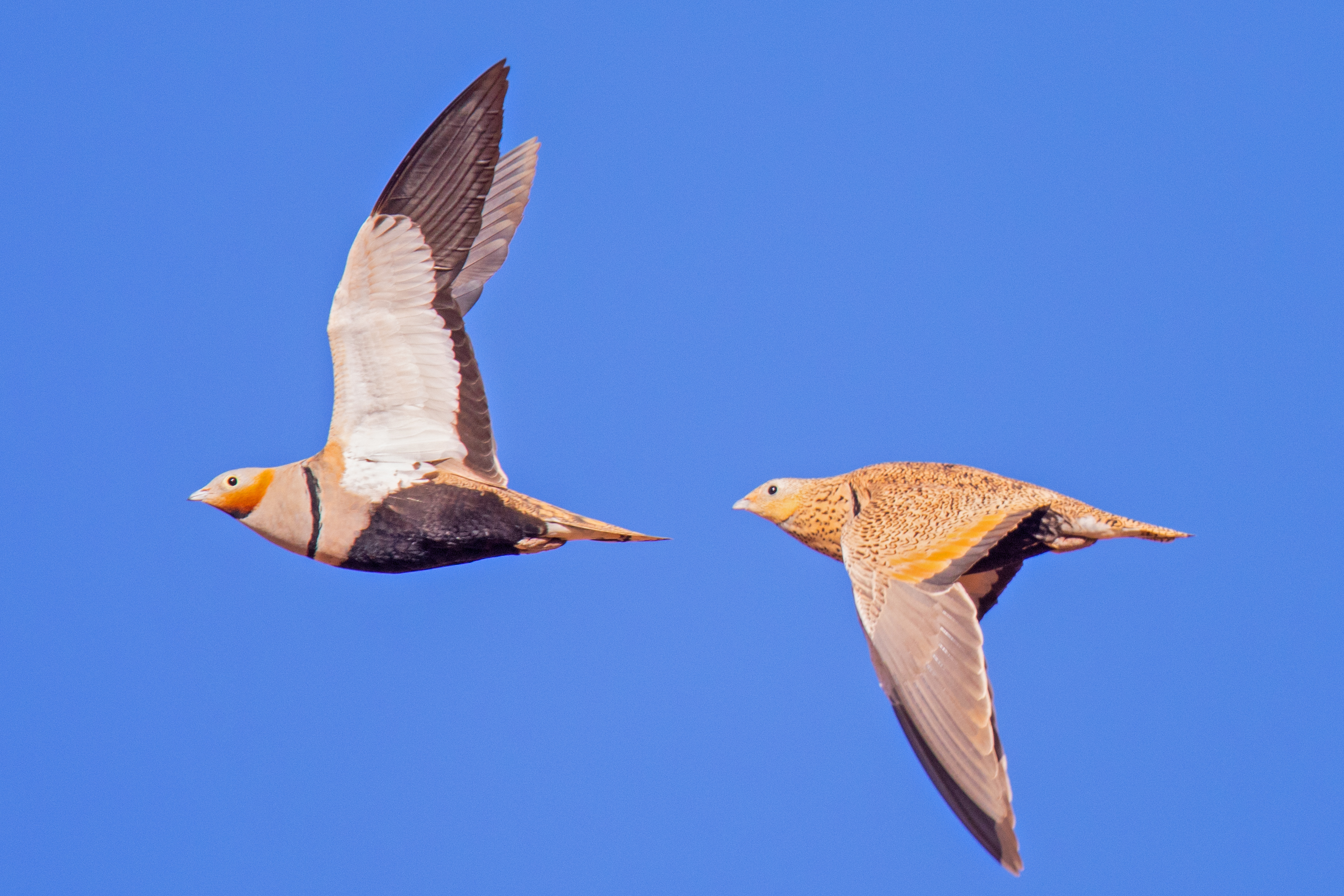

## Läte
Flyktlätet är typiskt, en vittljudande bubblande drill som stannar av mot slutet, i engelsk litteratur återgiven som "chorrrrerereh". Bland andra läten hörs låga och bräkande "wheeuw” och dubbla "pup-wuw".

## Utbredning och systematik
Svartbukig flyghöna delas in i två underarter med följande utbredning:
- Pterocles orientalis orientalis – förekommer från ön Fuerteventura i Kanarieöarna, Iberiska halvön och Marocko österut till västra Iran
- Pterocles orientalis arenarius – förekommer från Kazakstan till södra Iran, Afghanistan och nordvästra Kina (nordvästra Xinjiang)

Den är i huvudsak stannfågel, men populationen i Centralasien flyttar söderut till Pakistan och norra Indien på vintern.

### Släktestillhörighet
DNA-studier visar att arterna inom släktet Pterocles inte är varandras närmaste släktingar. Exempelvis är svartbukig flyghöna närmare släkt med stäppflyghöna i släktet Syrrhaptes än med vitbukig flyghöna (Pterocles alchata). Dessa forskningsresultat har ännu inte lett till några taxonomiska förändringar.

## Ekologi
Svartbukig flyghöna är flocklevande och ses ofta tillsammans på morgnarna när fåglarna samlas för att dricka och hämta vatten. Den trivs i öppet och torrt landskap men undviker till skillnad från vitbukig flyghöna områden helt utan växtlighet. Boet är inget mera än en uppskrapning i marken där den lägger tre grönaktiga fläckiga ägg. Båda könen ruvar, men bara hanen hämtar vatten.

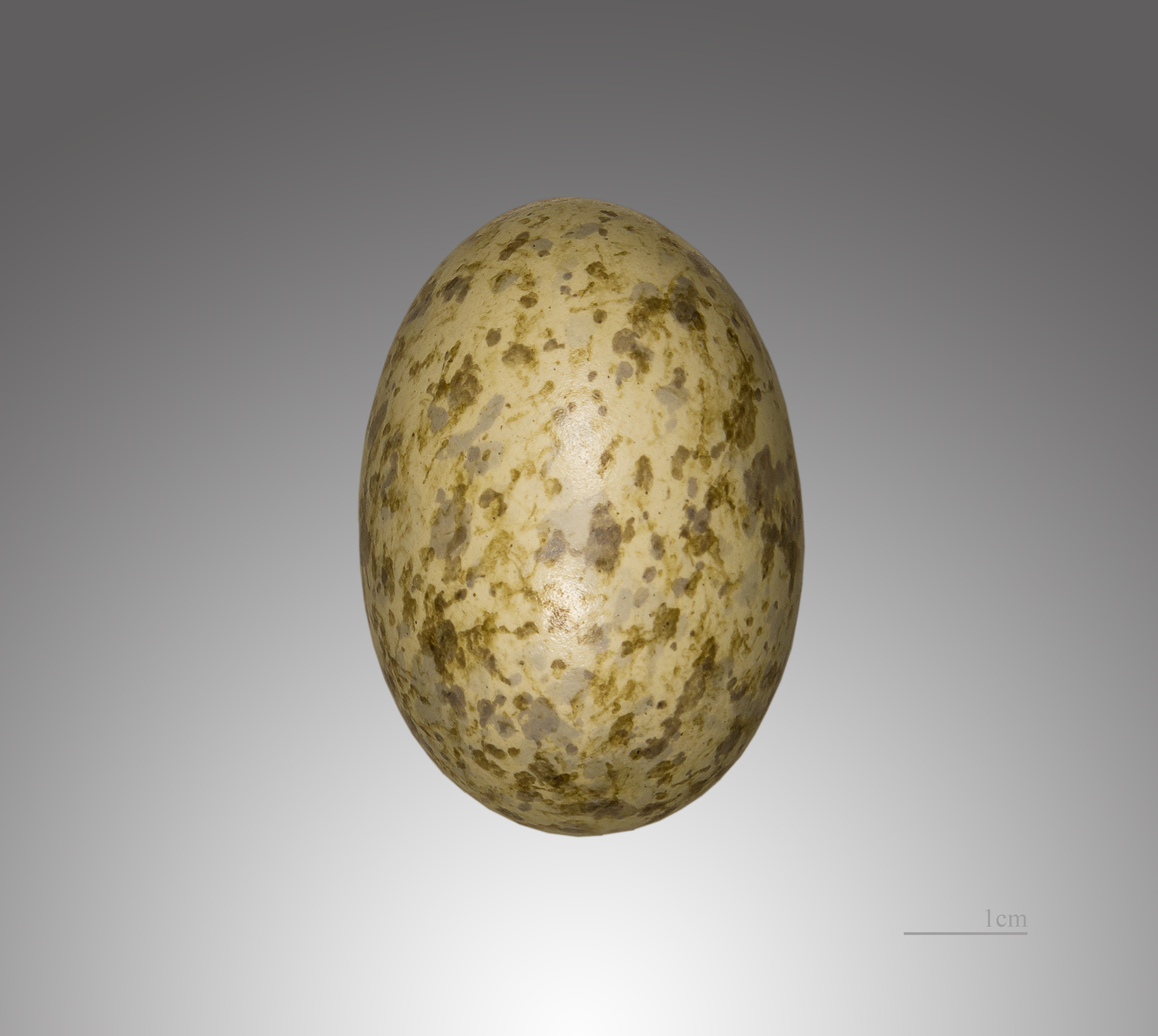
Ägg från svartbukig flyghöna.

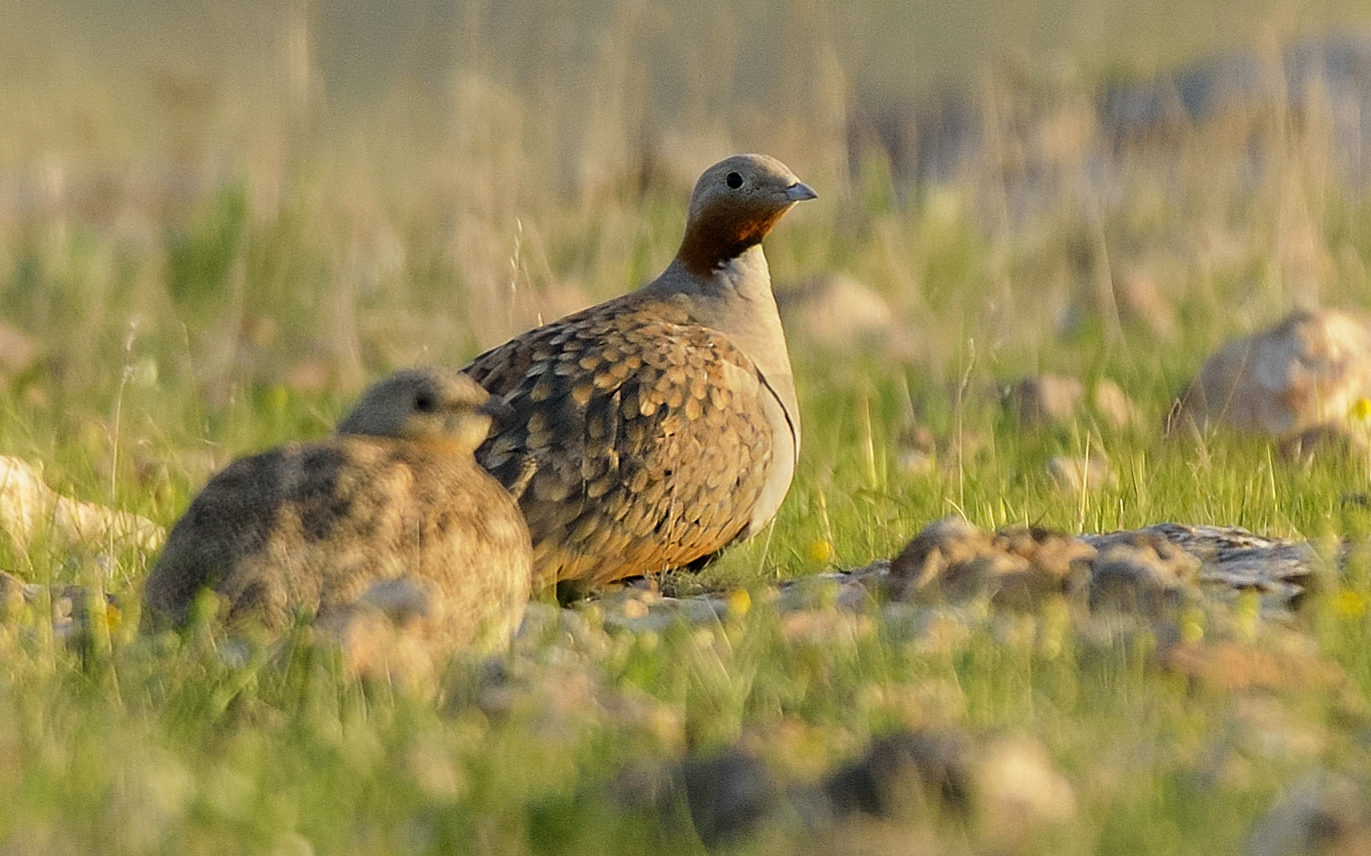

## Status
Arten har ett stort utbredningsområde och en stor population som minskar, dock relativt långsamt. Utifrån dessa kriterier kategoriserar IUCN arten som livskraftig (LC). Världspopulationen uppskattas till mellan 130 000 och 260 000 individer, medan det i Europa tros häcka mellan 10 400 och 19 100 par.